# Samo (Kalabrien)
Samo (im graeco-kalabresischen Dialekt Samu) ist eine süditalienische Gemeinde (comune) mit 699 Einwohnern (Stand 31. Dezember 2023) in der Metropolitanstadt Reggio Calabria in Kalabrien.

## Lage
Die Gemeinde liegt etwa 36 Kilometer östlich von Reggio Calabria am La Verde im Nationalpark Aspromonte, und ca. 8 km Luftlinie vom Ionischen Meer entfernt. Das Gemeindegebiet grenzt im Süden, Osten und Nordosten an Sant’Agata del Bianco; im Norden und Nordwesten zieht es sich sehr weit in das Gebirge hinein und grenzt dort an San Luca und Cosoleto, im Nordwesten und Westen an ein Exklave von Africo.

## Geschichte
Dokumentiert ist die Gründung des Dorfes für das Jahr 492 vor Christus als griechische Kolonie, die ihren Ursprung auf der Insel Samos hatte.

## Gemeindepartnerschaft
Samo unterhält eine Partnerschaft mit der griechischen Stadt Samos.